# قرار مجلس الأمن التابع للأمم المتحدة رقم 1299
قرار مجلس الأمن التابع للأمم المتحدة رقم 1299، المتخذ بالإجماع في 19 أيار / مايو 2000، بعد التذكير بجميع القرارات السابقة بشأن الحالة في سيراليون. قام المجلس بتوسيع العنصر العسكري لبعثة الأمم المتحدة في سيراليون ليشمل ما لا يزيد عن 13000 فرد.
وبعد اقتناع المجلس بتدهور الحالة الأمنية في سيراليون، أعلن المجلس أن النشر السريع للتعزيزات اللازمة لبعثة الأمم المتحدة في سيراليون أمر ضروري، وبالتالي تم توسيع العملية إلى حد أقصى يبلغ 000 13 فرد عسكري بما في ذلك 260 مراقبا عسكريا موجودين بالفعل في البلد. وأثنى على الدول التي وفرت قوات لبعثة الأمم المتحدة في سيراليون، وعجلت بنشرها وعرضت أشكالاً أخرى من المساعدة العسكرية.
أخيرًا، وفقًا للفصل السابع من ميثاق الأمم المتحدة، قرر المجلس أن القيود المفروضة في القرار 1171 (1998) لا تنطبق على الدول المتعاونة مع بعثة الأمم المتحدة في سيراليون أو حكومة سيراليون.

## روابط خارجية
- نص القرار في undocs.org